# Московський зоопарк

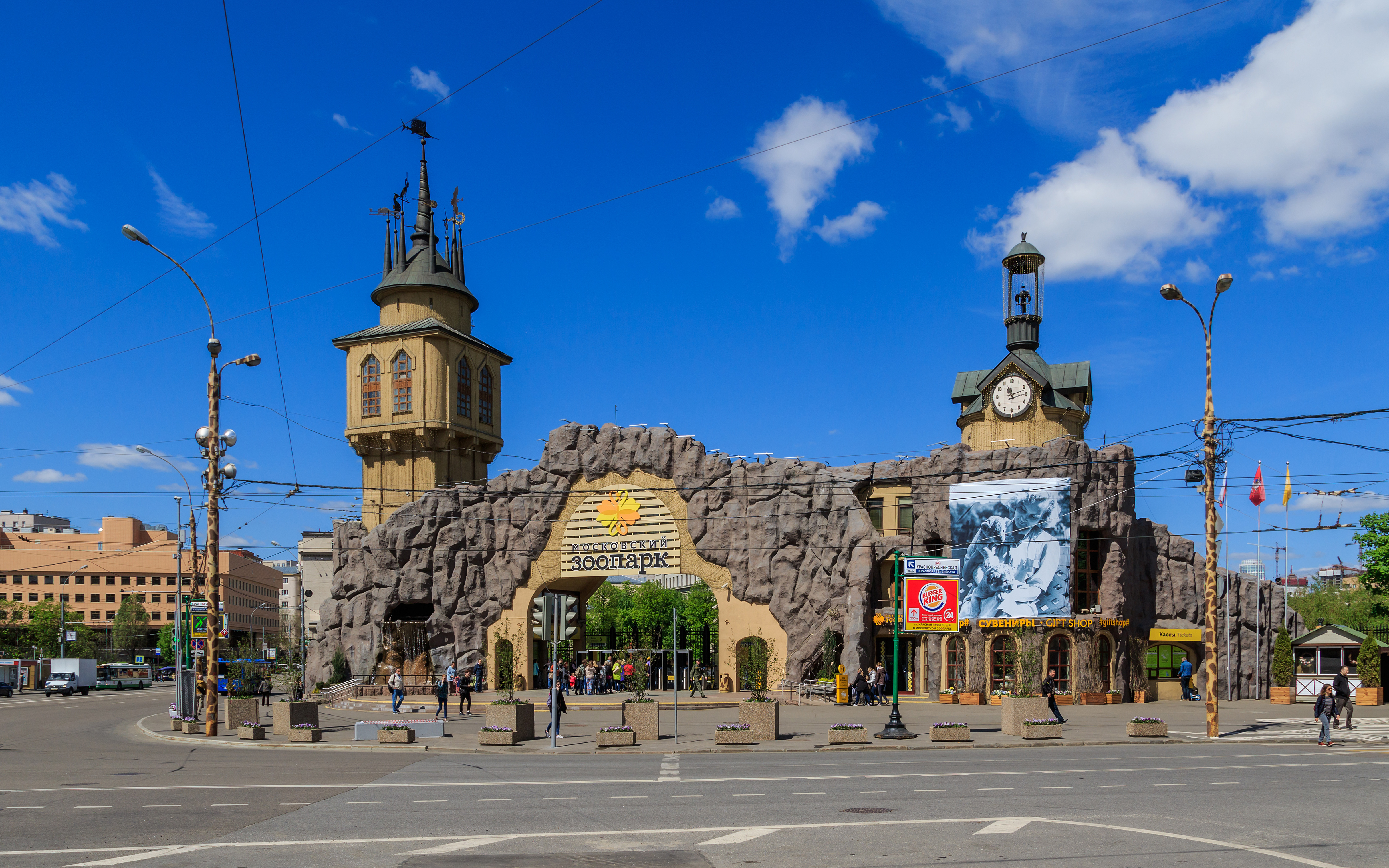
Московський зоопарк

55°45′43″ пн. ш. 37°34′38″ сх. д. / 55.761944444444° пн. ш. 37.577222222222° сх. д.
Московський зоопарк — один з найбільших і найстаріших зоопарків Росії. Московський зоопарк був заснований в 1864 році. У його колекції представлено понад 1000 видів тварин, чисельність живих екзмеплярів становить понад 5000 особин (на початок 2015 року). Основні цілі зоопарку — природоохоронна, просвітницька і науково-дослідна діяльність. У зоопарку регулярно проводяться екскурсії, навчальні заняття з школярами, виїзні лекції з демонстрацією приручених тварин. Зоопарк бере участь у багатьох міжнародних програмах за утриманням і розведенню рідкісних видів тварин, постійно здійснює обміни тваринами з багатьма зоопарками миру. На території зоопарку діє «Дитячий зоопарк», в якому представлені експонати з дитячих казок. Зоопарк розташований поруч з Садовим кільцем між вулицею Червона Пресня, Великою грузинською вулицею, Зоологічною вулицею, Садово-Кудрінською вулицею, Зоологічним і Волковим провулком. Найближча станція метро — «Барикадна», «Краснопресненська».

## Історія

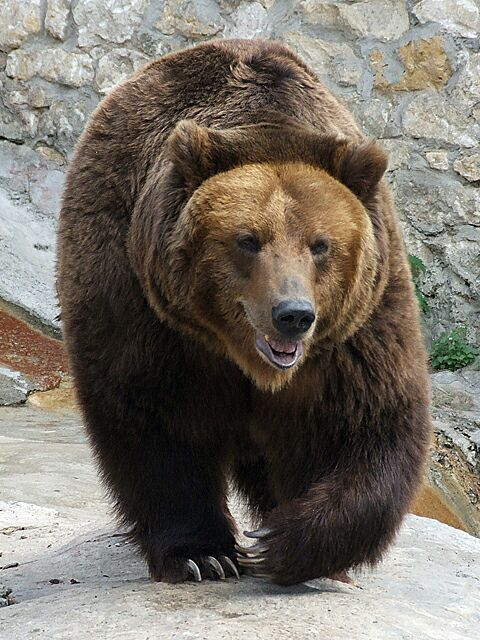
Ведмідь

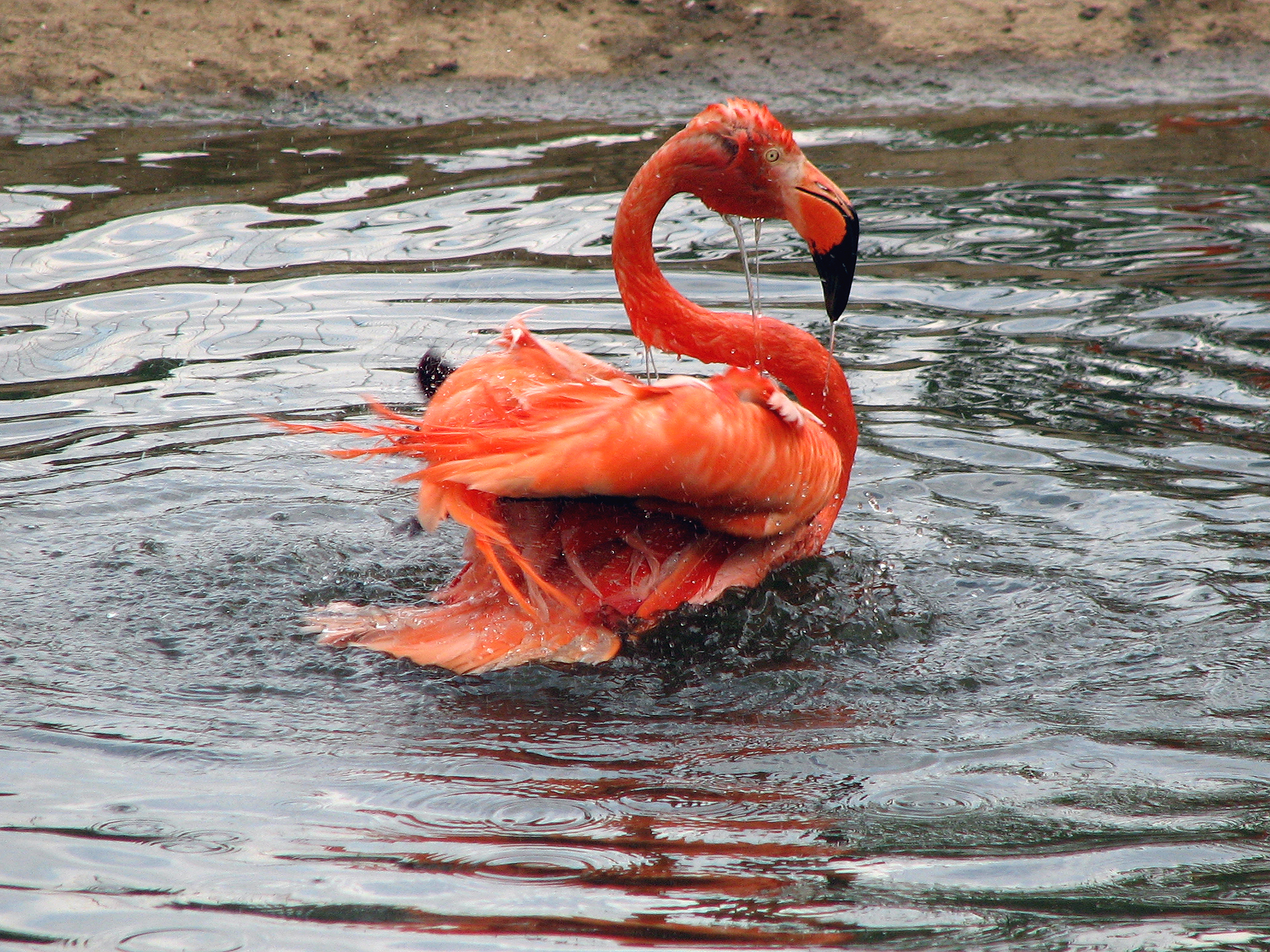
Фламінго

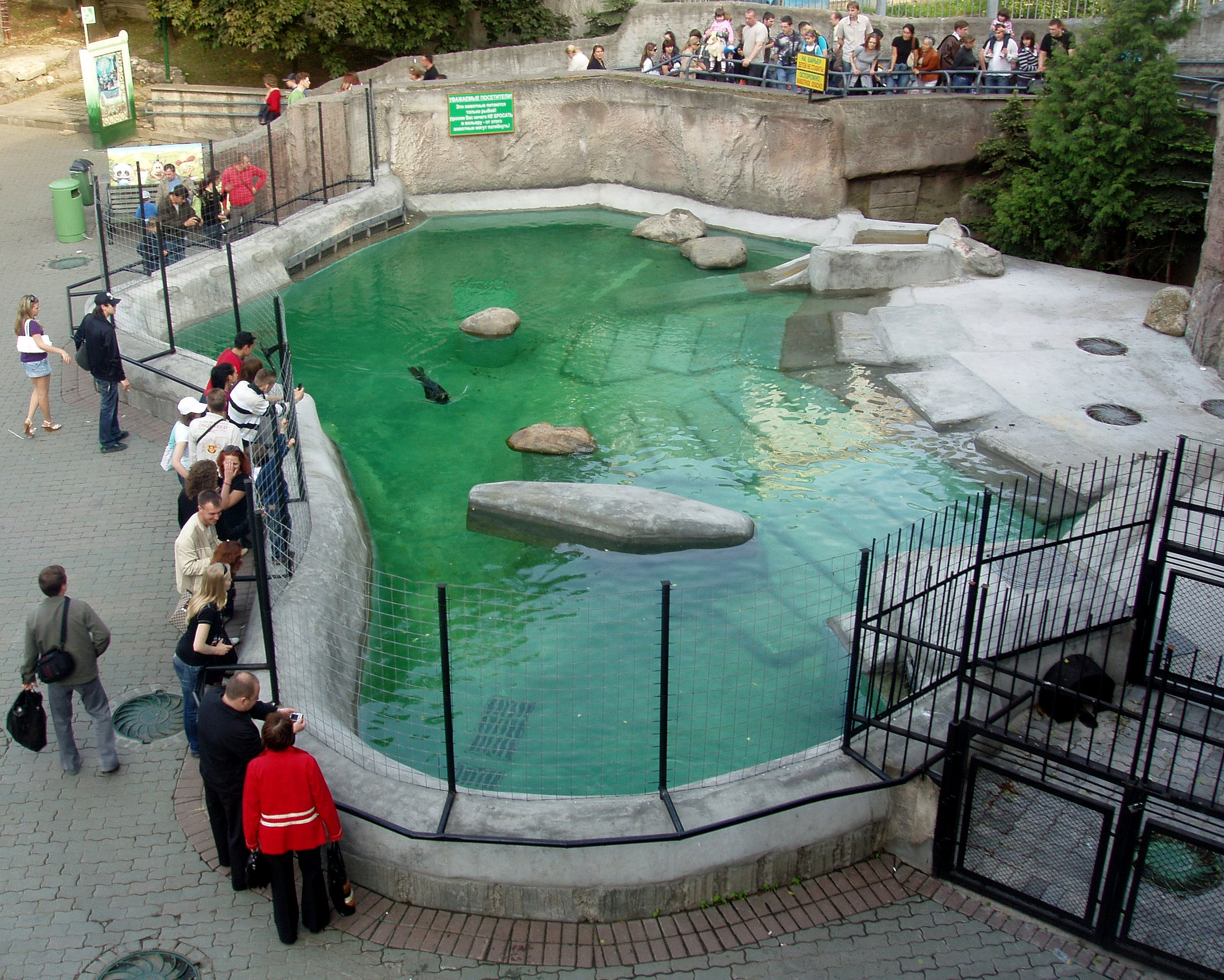
Басейн морських левів

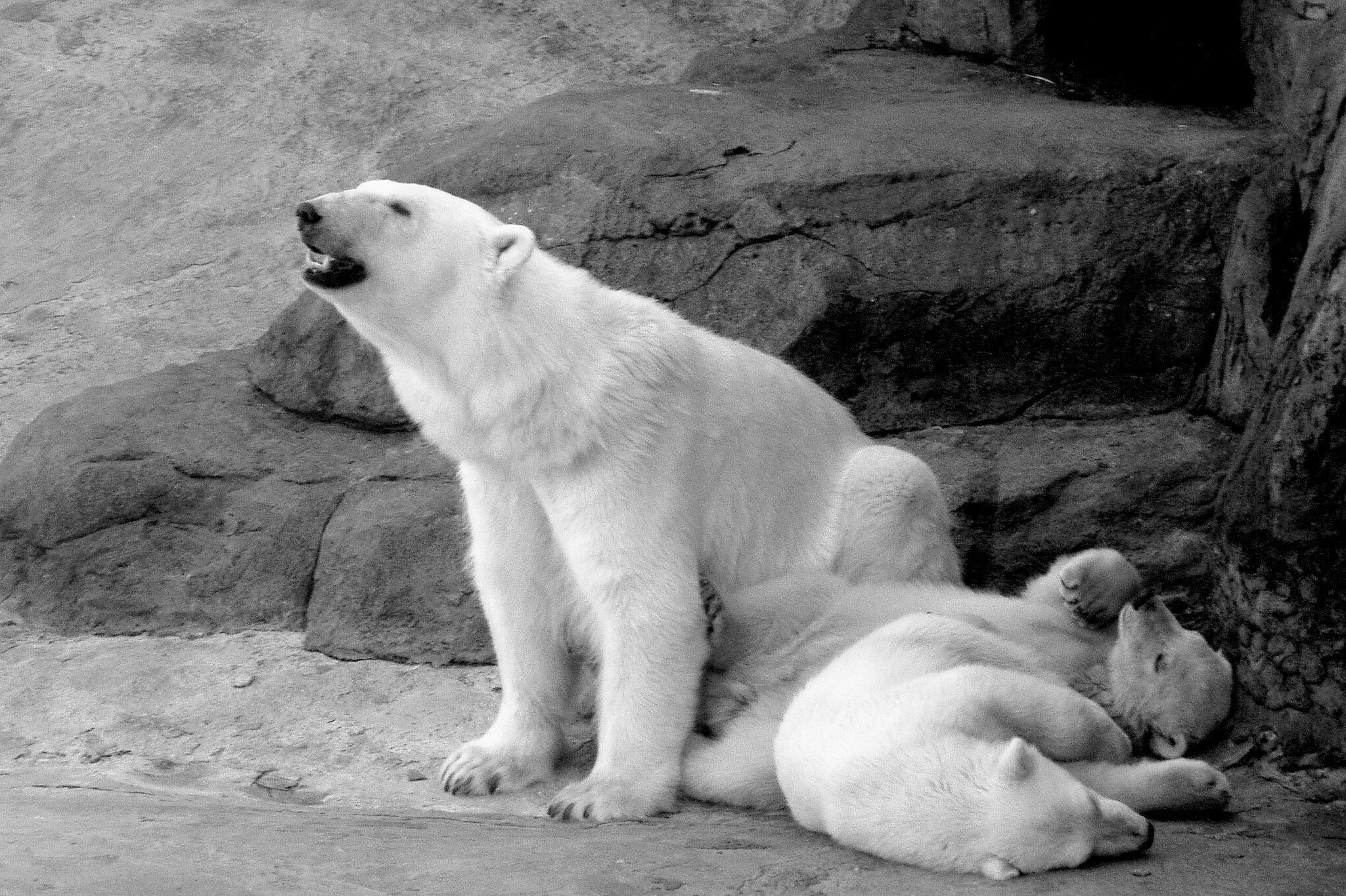
Білі ведмеді

12 лютого (за старим стилем 31 січня) 1864 року з ініціативи вчених-біологів Імператорського товариства акліматизації рослин і тварин в Москві було відкрито перший в Росії Зоологічний сад. У ті роки Пресня, оточена березовими гаями з рідкісними вкрапленнями дерев'яних садиб, була далекою московською околицею — місцем прогулянок містян. Місце, яке було обрано для зоосаду, називалося «Пресненські ставки».
До відкриття зоосаду в ньому вже було близько 80 видів і 200 особин диких тварин і понад голова 100 особин домашніх. У більшості, це були представники російської фауни: ведмеді, вовки, лисиці, борсуки, тхори, куниці, зайці, вивірки, їжаки, олені, соколи, яструби, пугачі, сови, дрофи, журавлі, чаплі, качки та інші.
Фінансування зоосаду здійснювалося за рахунок виручки від вхідної плати та завдяки приватним пожертвуванням, у тому числі вкладами членів імператорської родини.
У перші роки жителі охоче приходили в зоопарк, і щорічна кількість відвідувачів сягало десяти тисяч. Проте доходи не покривали витрат зоосаду, якому не вистачало грошей на придбання та утримання тварин, ремонт і будівництво споруд, клітин і вольєр. У зоосаду утворилися величезні борги, тому Товариство було змушене здати зоосад в оренду приватним підприємцям — родині Рябініних. За чотири роки свого господарювання Рябініни довели зоосад до розорення. Він був перетворений в чисто видовищний розважальний заклад.
У 1878 році зоосад повернули в розпорядження Товариства акліматизації тварин і рослин, і знову почалися збори грошових коштів. На деякий час Товариству вдалося оживити діяльність зоосаду.
Під час подій 1905—1917 років зоосад опинився в центрі революційних боїв. Він сильно постраждав: були зруйновані будівлі, згоріла бібліотека, загинуло багато тварини.
Після Жовтневого перевороту Товариство акліматизації тварин і рослин припинило своє існування, а в 1919 році зоосад був націоналізований. В 1922 році він був переданий у ведення Моссовіта і відтоді фінансується міською владою.
З 1926 року зоосад став іменуватися зоологічним парком. Поступово розширювалася його діяльність. На приєднаній до зоопарку Новій території були відкриті сучасні для тих років експозиції. Тварин на ній містили не в клітинах, а у великих просторих вольєрах, відокремлених від глядачів ровом з водою.
Зоопарк продовжував працювати і під час Німецько-радянської війни. Хоча дуже багатьох тварин довелося евакуювати, проте для відвідувачів зоопарк не закривається ні на один день. У цей час зоопарк відвідували діти, військові, які йшли на фронт, і пацієнти шпиталів.
Наприкінці 1960-х років зоопарк було приєднано до системи Головного управління культури. Його колекція зросла до 3,5 тисячі особин 500 видів і підвидів. Незважаючи на великі успіхи, досягнуті зоопарком у справі збереження рідкісних видів тварин, його стан викликав великі сумніви, оскільки павільйони, вольєри та комунікації поступово приходили в повну непридатність.
На початку 1990-х років новий уряд Москви ухвалив рішення про необхідність здійснення робіт з генеральної реконструкції Московського зоопарку. Завершення реконструкції було приурочено до святкування в 1997 році 850-річчя. За кілька років був практично збудований новий зоопарк. Серед нових великих споруд — «Дім птахів», «Кішки тропіків», басейни для ластоногих на Старій території, «Дім мавп», «копитних тропіків» та павільйон для водоплавних на Новій території. Відреставровані та вдосконалені «Полярний світ», «Острів звірів» з екзотаріумом та інші.
У 1994 році зоопарком розпочато освоєння території у Волоколамському районі, там побудовано понад тридцять об'єктів розплідника рідкісних видів тварин.
Зараз Московський зоопарк міститься практично в центрі міста, а його територія становить 21,5 гектара. У приміщеннях зоосаду живуть понад восьми тисяч тварин, що відносяться до понад тисячі видів світової фауни. Сюди приходить величезна кількість людей: в рік продається близько двох мільйонів квитків. Московський зоопарк — велика просвітницька, наукова та природоохоронна установа.
Зоопарк бере участь у багатьох міжнародних програмах зі збереження зникаючих видів тварин, співпрацює з природоохоронними організаціями всього світу, входить до Світової організації та Європейську асоціацію зоопарків і акваріумів (WAZA, EAZA).
За багаторічною традицією свій день народження Московський зоопарк святкує влітку у першу суботу липня, хоча насправді день народження зоопарку припадає на лютий.